# Vitorino Monteiro
Vitorino Ribeiro Carneiro Monteiro (Alegrete, 26 de abril de 1859 — Rio de Janeiro, 30 de maio de 1920) foi um advogado, diplomata e político brasileiro.
Foi governador do estado do Rio Grande do Sul por um breve período.
Era filho de Vitorino José Carneiro Monteiro, o barão de São Borja.
Diplomado advogado pela Faculdade de Direito de São Paulo, Carneiro Monteiro foi deputado federal por seis legislaturas consecutivas, entre 1890 e 1905. Em 1892, num contexto de instabilidade institucional no governo gaúcho, tornou-se vice-presidente do estado, exercendo, entretanto, o cargo de presidente de fato.
Em 1907 assume, como suplente, uma cadeira no Senado. Seria reconduzido ao cargo de senador em 1908 e 1917, no exercício do qual faleceu, em 1920.
Foi pai da líder feminista Nuta James e avô do Deputado Estadual pelo Rio de Janeiro Victorino James.